# ブラスロフチェ
ブラスロフチェ（Braslovče, Fraßlau）は、スロベニアの市である。